# Kościół św. Michała Archanioła w Rudzie Śląskiej
Kościół świętego Michała Archanioła w Rudzie Śląskiej – rzymskokatolicki kościół parafialny w Rudzie Śląskiej, w województwie śląskim. Należy do dekanatu Ruda Śląska archidiecezji katowickiej. Mieści się przy ulicy Augusta Hlonda, w dzielnicy Orzegów.
Jest to świątynia wybudowana w latach 1894-1895 według projektu Wilhelma Wieczorka. następnie rozbudowana w latach 1911–1915 według projektu Maksa Giemsy. Reprezentuje styl neoromański. Jest to fundacja Joanny i Hansa Urlicha Schaffgotschów. Budowla została wybudowana, dzięki staraniom księdza Reinholda Schirmeisena, ówczesnego proboszcza parafii Świętej Trójcy w Bytomiu oraz dzięki składkom mieszkańców Orzegowa.